# Plage de Silgar
La plage de Silgar est une plage galicienne située sur le tronçon de la côte urbaine de la commune de Sanxenxo dans la province de Pontevedra, en Espagne. Elle a une longueur de 750 mètres et est bordée de bout en bout par la promenade éponyme. 

## Description
La plage de Silgar se trouve dans la ria de Pontevedra. Elle est séparée de la plage de Baltar, dans la paroisse civile de Portonovo, par un promontoire connu sous le nom de Punta do Vicaño. À son extrémité droite se trouve le grand port de plaisance de Sanxenxo. 
Silgar est la plage la plus touristique de Galice. Sur cette plage se trouve, sur un rocher à quelques mètres de la côte, la statue de Madama, œuvre de l'artiste Alfonso Vilar Lamelas . 

## Galerie de photos

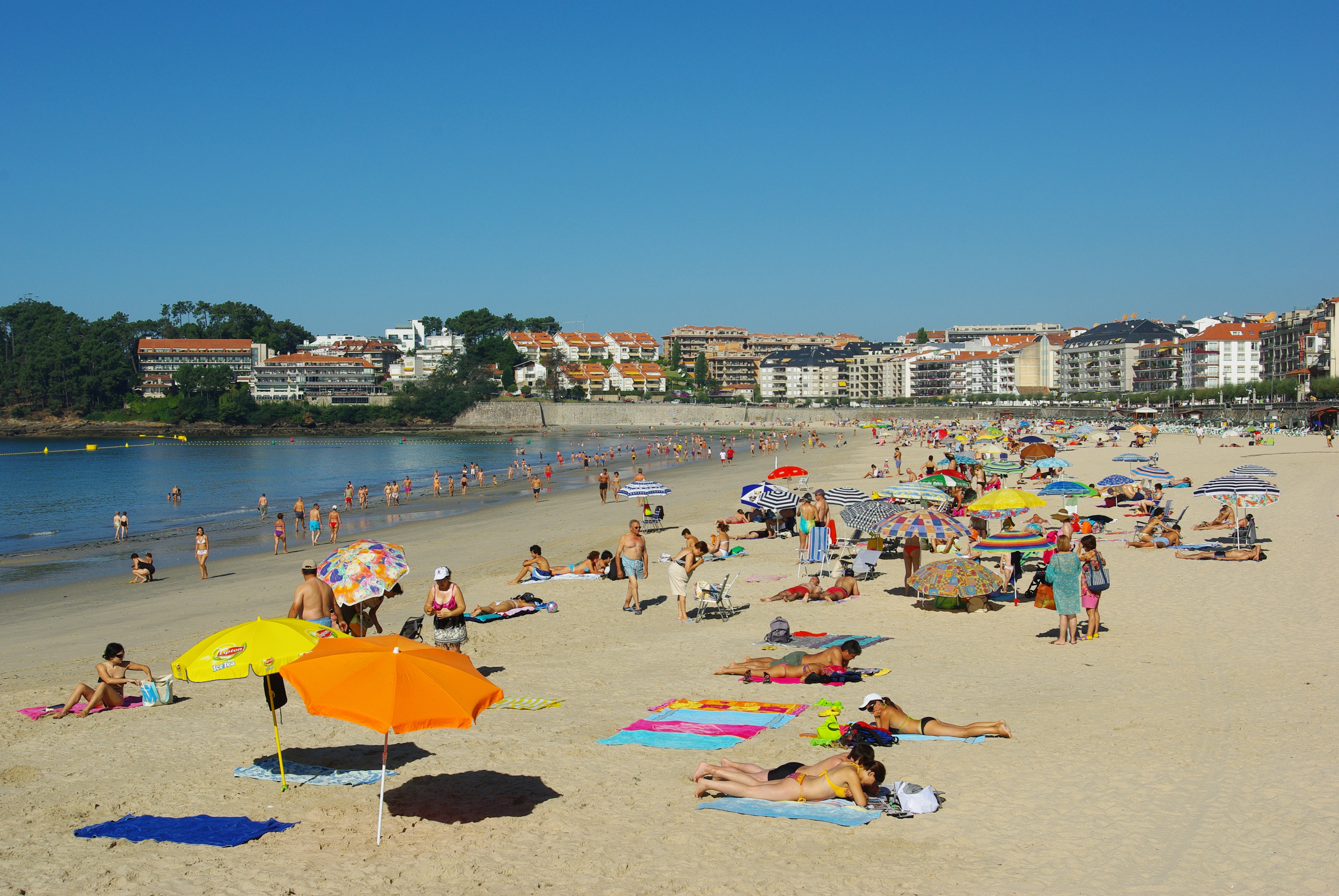
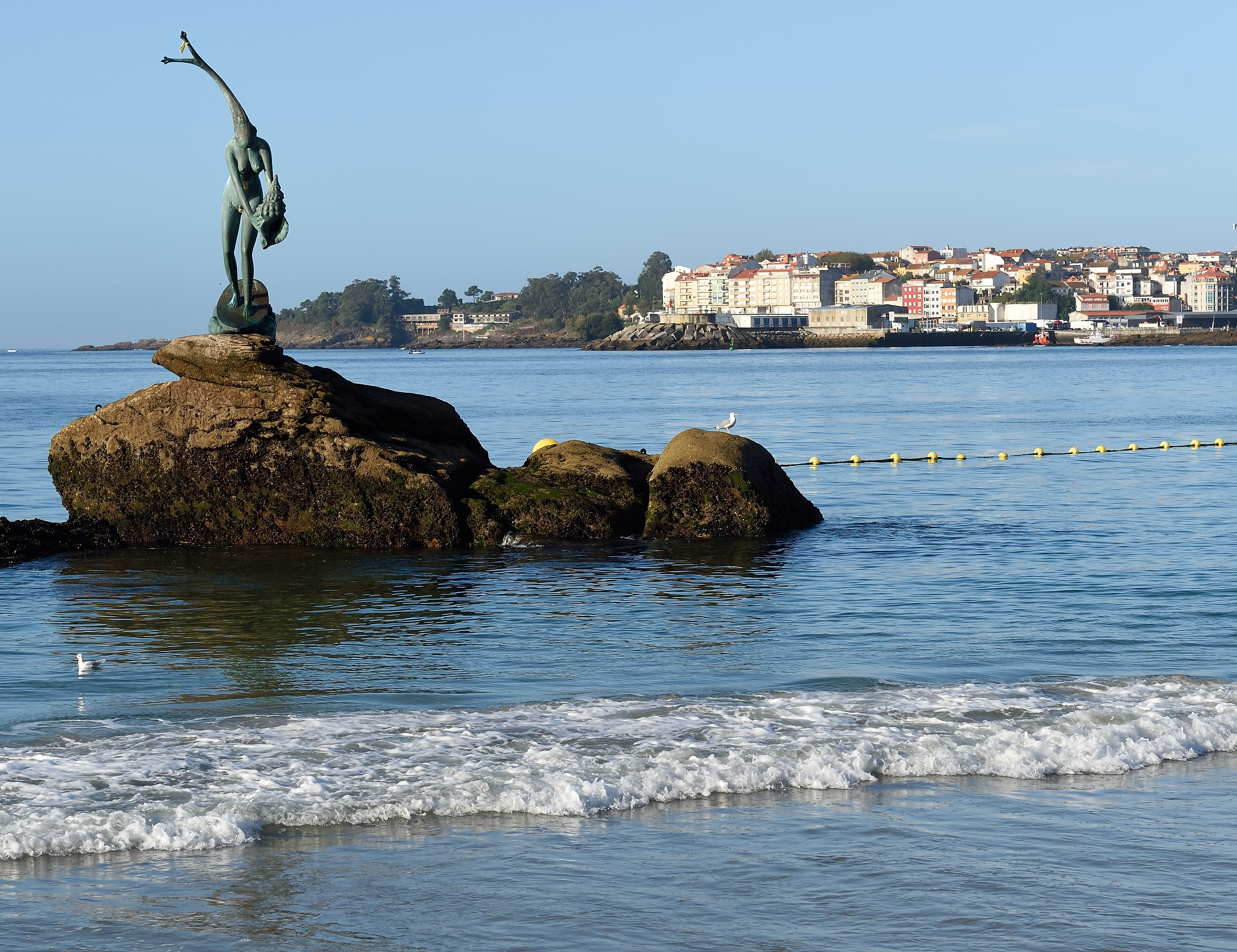
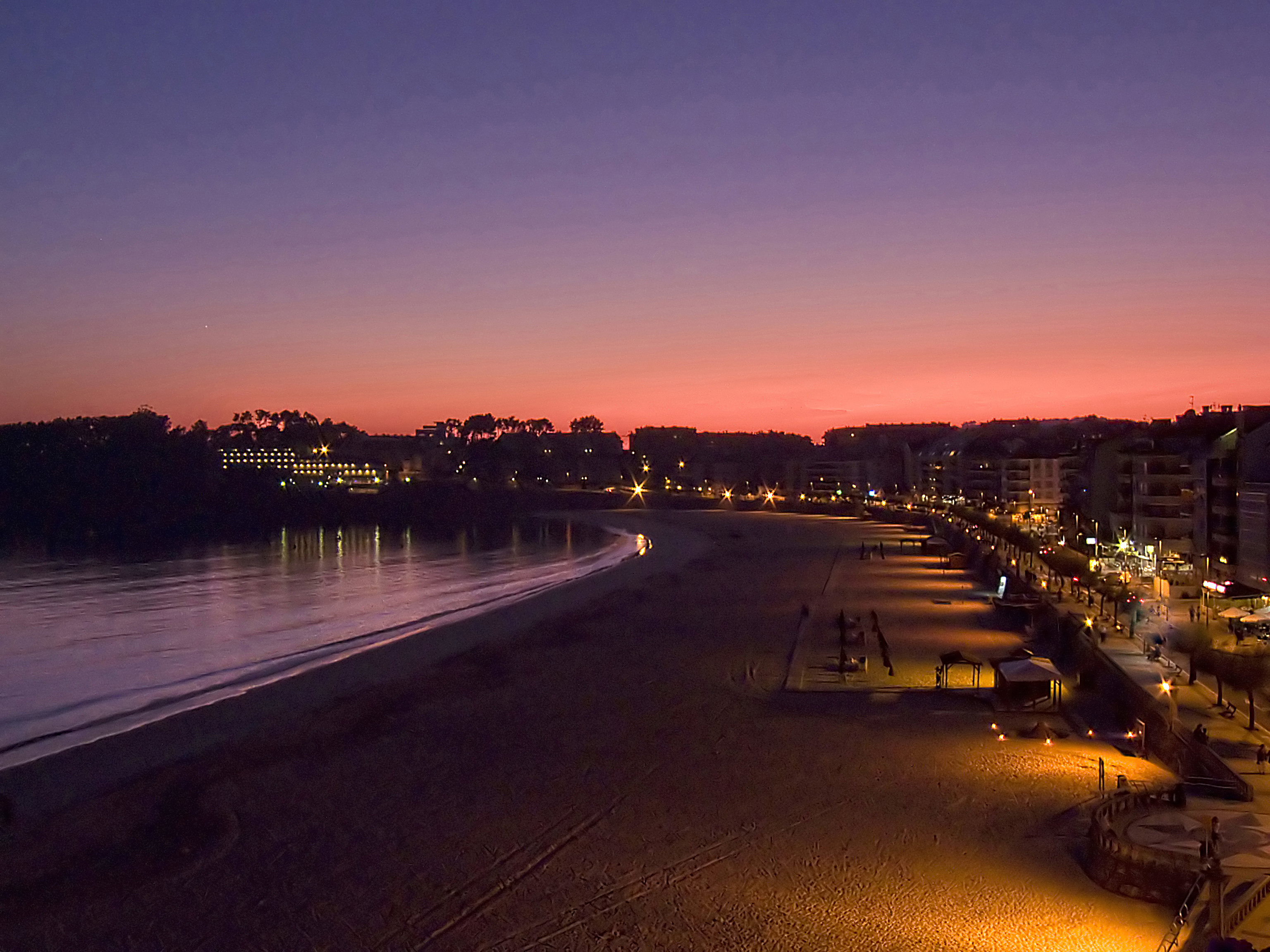
Plage de Silgar
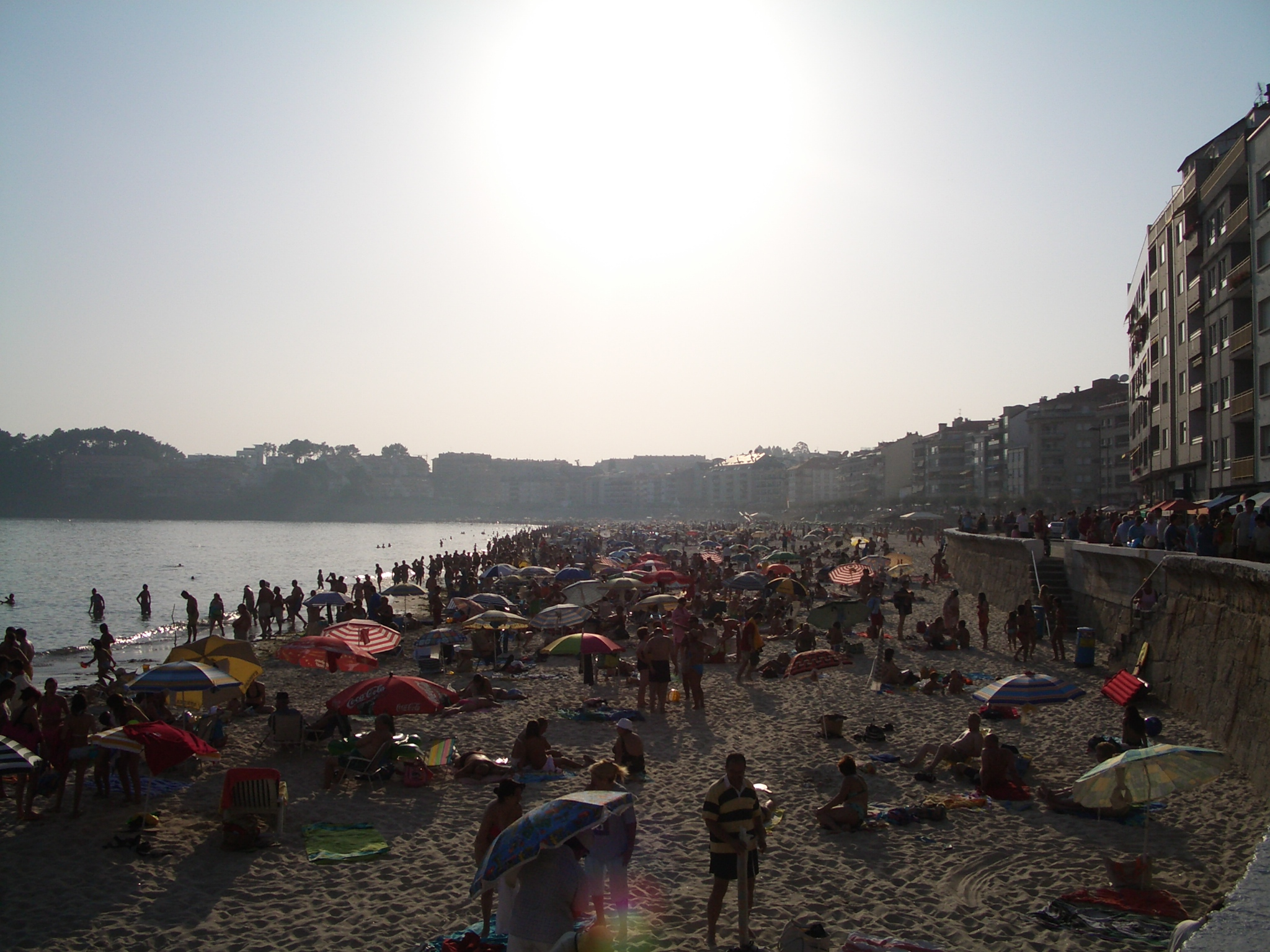
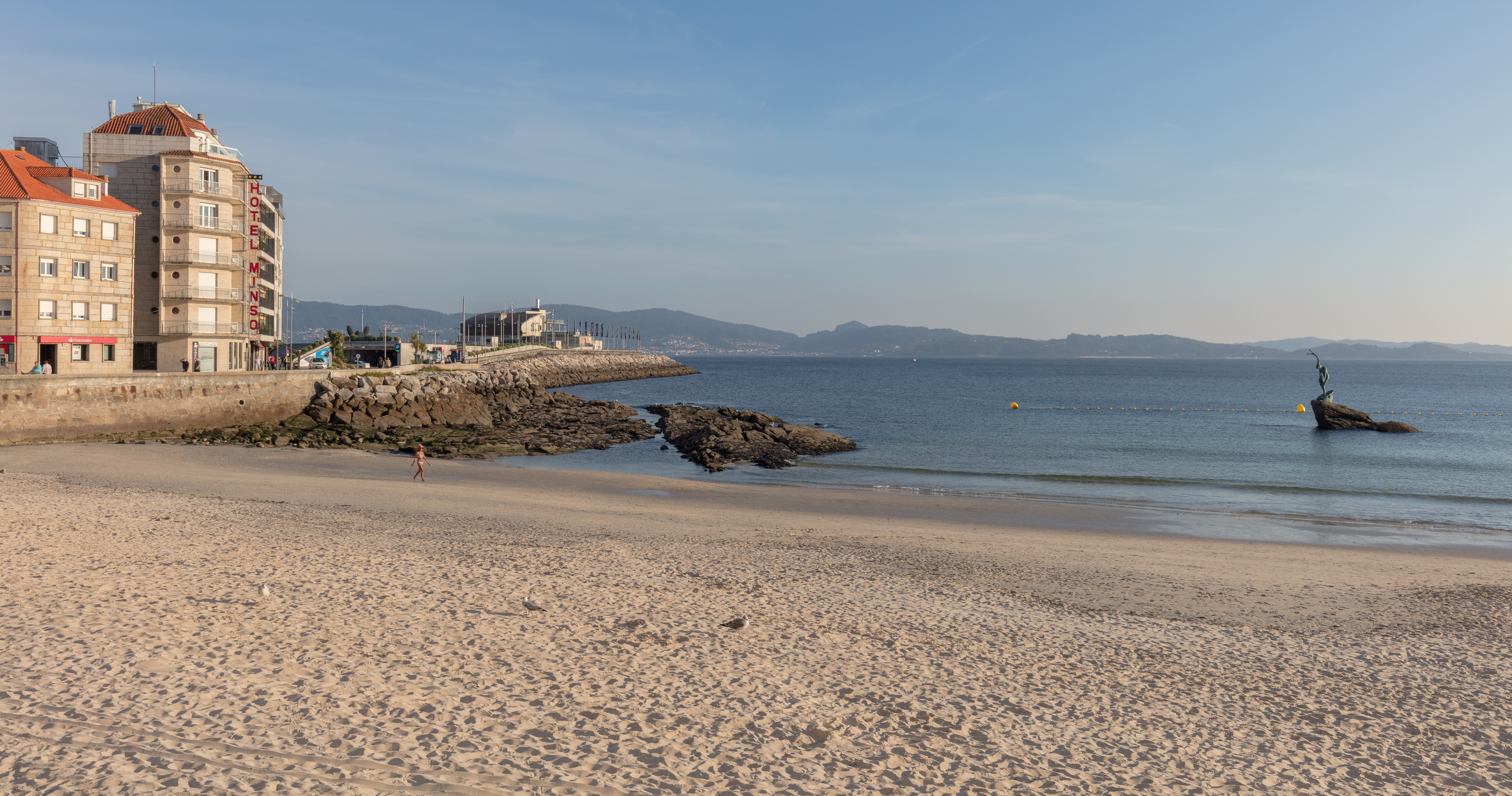
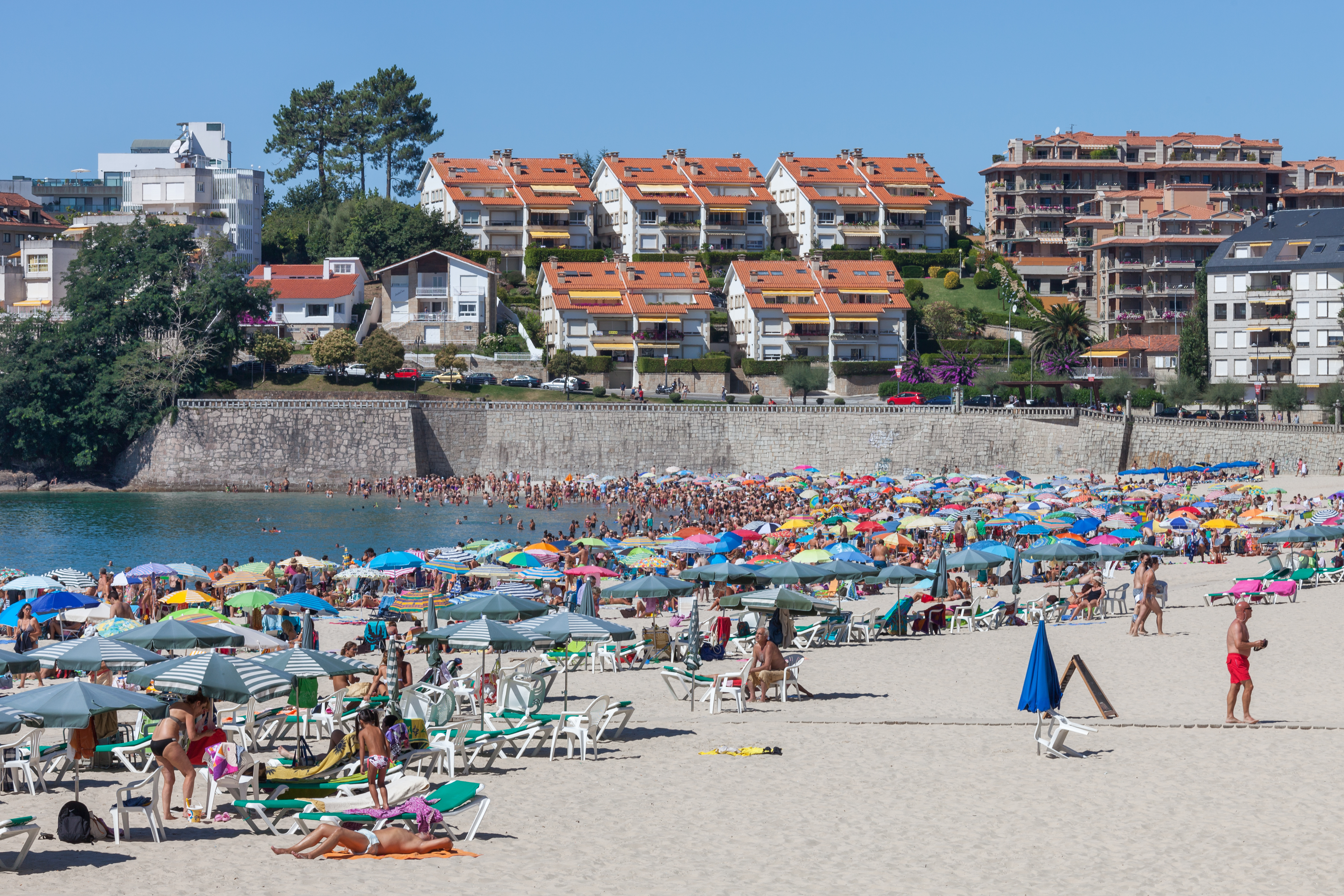
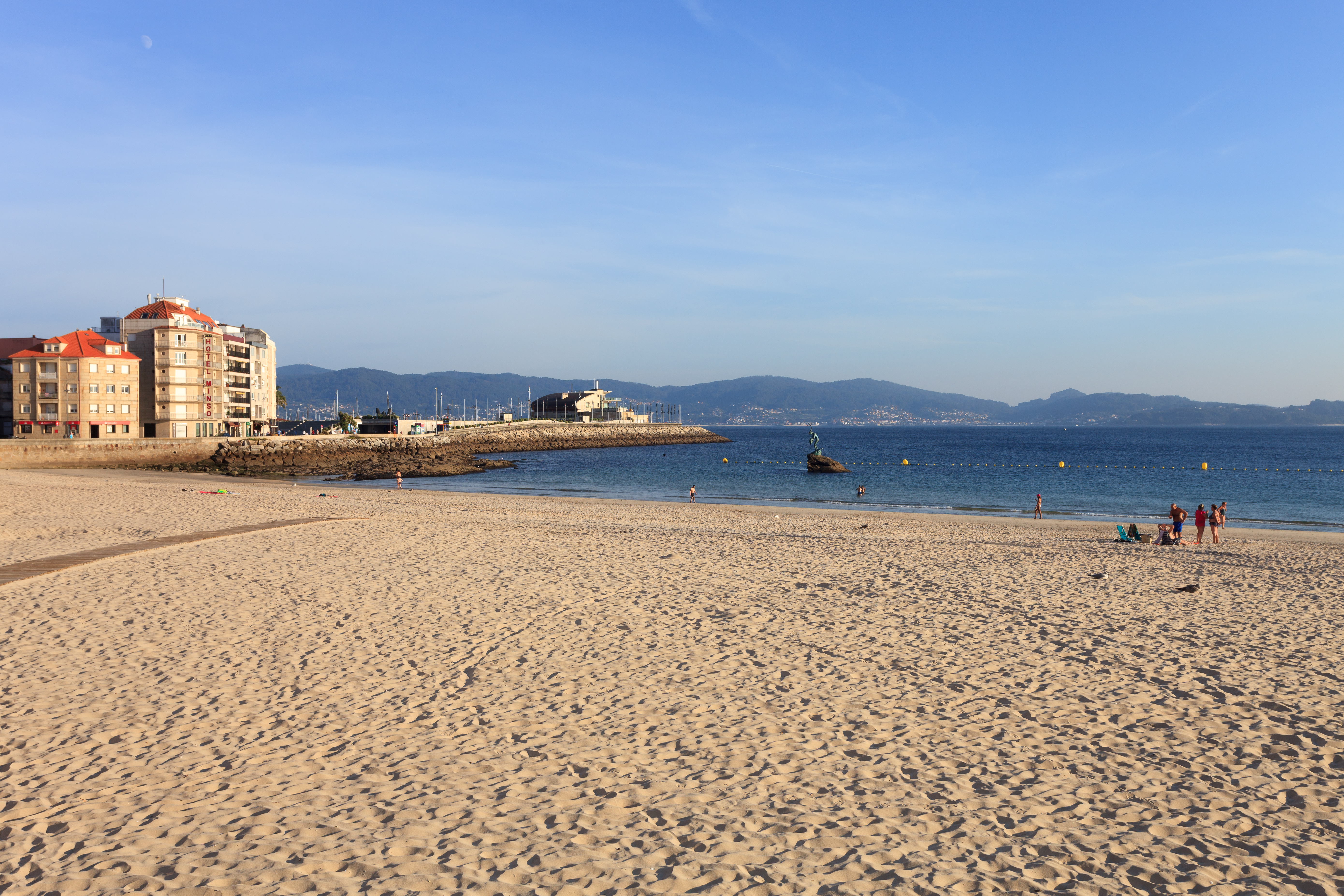
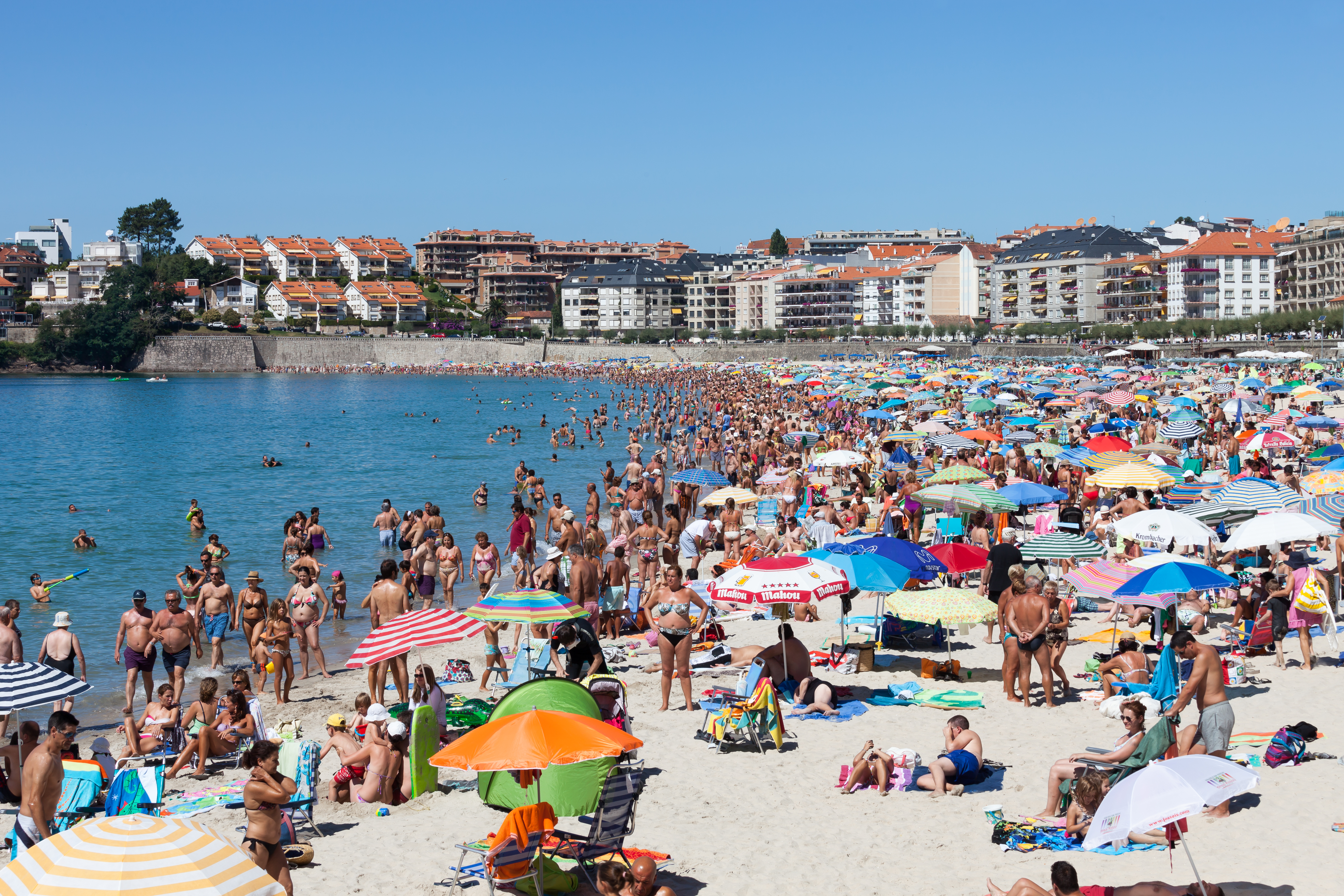
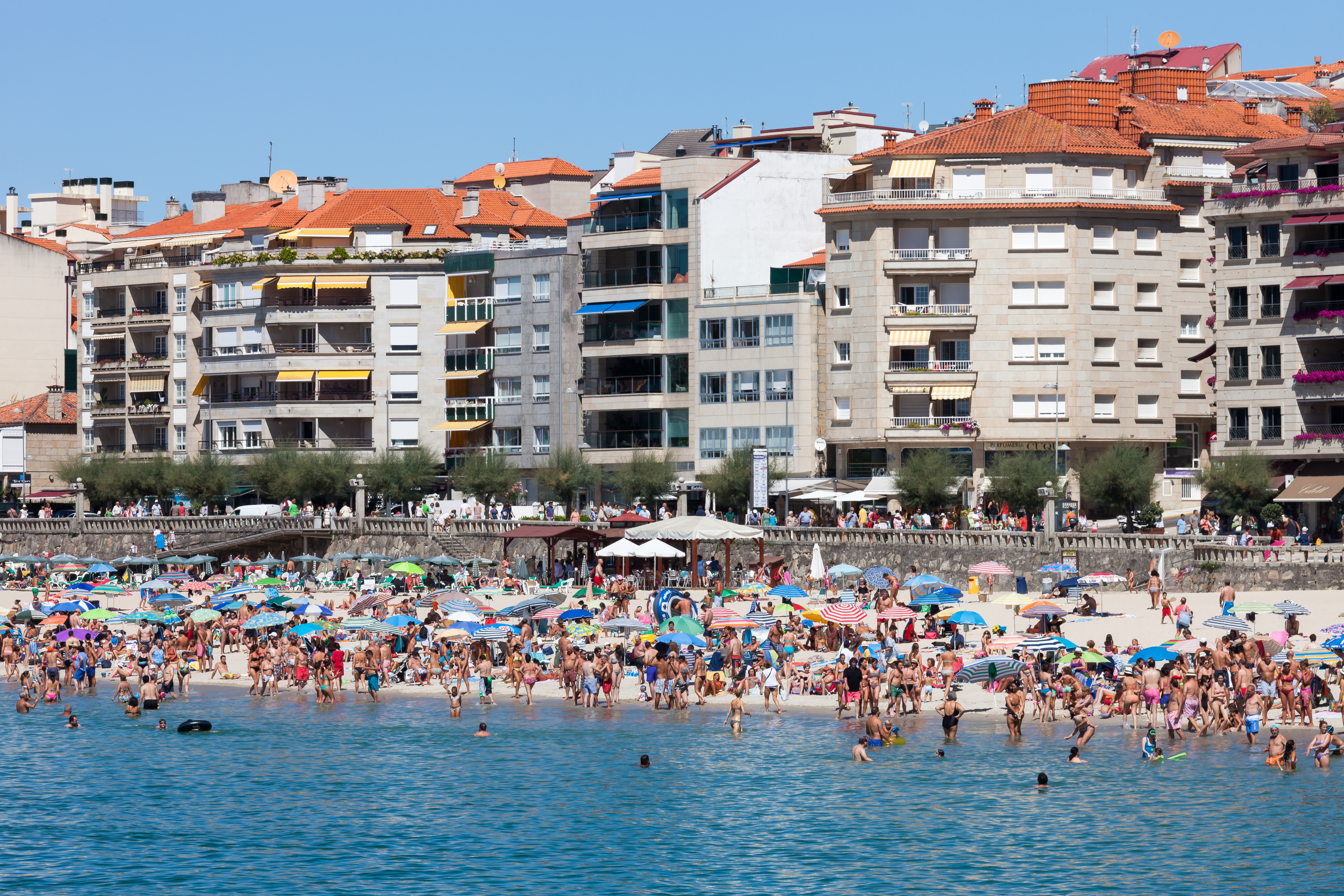